# Пчолка (журнал)

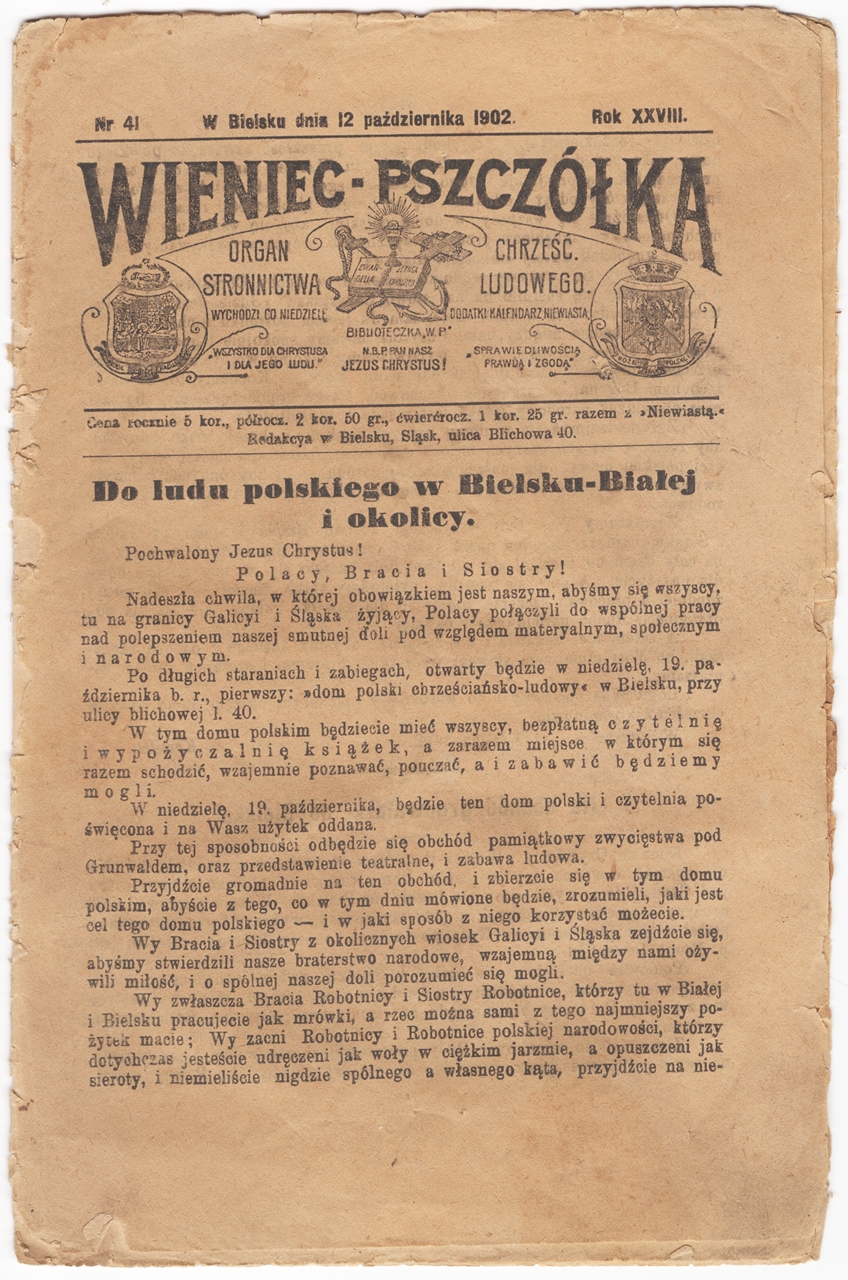
Журнал «Wieniec-Pszczółka» з 1902 року.

Пчолка — журнал суспільно-політичний, випущений на Галичині на зламі XIX та XX століть.
Журнал був заснований в Кракові близько 1860 року як тижневик . У 1875 році  його редактором був Станіслав Стояловскі, який публікував журнал у Львові та пізніше у Цешині , Відні, Бельську (Бельсько-Бяла). З 1900 року виходив під назвою «Wieniec-Pszczółka» .
Під редакцією священика Станіслава Стояловскі в «Pszczółka» (а також «Wieniec») порушувалися економічні питання, освіта і  громадянські відносини. Станіслав Стояловскі хотів зробити селянина свідомим громадянином і праведним католиком . У «Pszczółka», крім статей соціального характеру, існували також шовіністичні або явно антисемітські змісти . Проте, в літературі з цього питання, увага приділяється перш за все освітній діяльності Стояловскі в «Pszczółka» і його далекосяжній незалежності в соціально-політичному сенсі .
У 1894 р. часописи Стояловскі, у тому числі «Pszczółka» були засуджені у спеціальному листі, надісланому єпископами Львова, Перемишля і Тарнува  .
Незадовго до смерті Станіслава Стояловскі в 1911 році журнал був переданий Національно-демократичній партії .